# Glenea camerunica
Glenea camerunica là một loài bọ cánh cứng trong họ Cerambycidae.